# Saint-Clément (Allier)
Saint-Clément is een gemeente in het Franse departement Allier (regio Auvergne-Rhône-Alpes) en telt 330 inwoners (1999). De plaats maakt deel uit van het arrondissement Vichy.

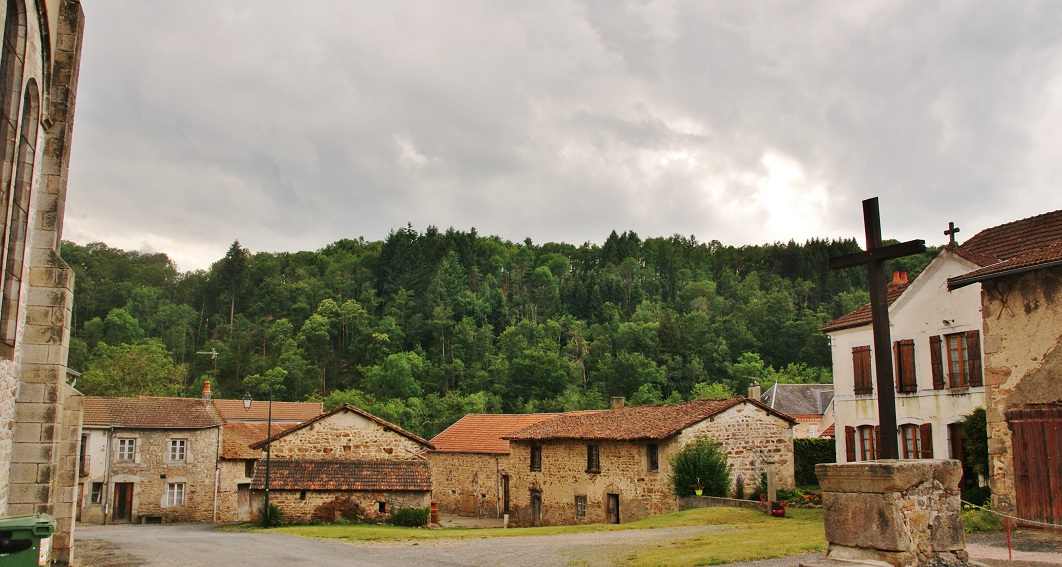
Saint-Clément

## Geografie
De oppervlakte van Saint-Clément bedraagt 25,2 km², de bevolkingsdichtheid is 13,1 inwoners per km².
De onderstaande kaart toont de ligging van Saint-Clément (Allier) met de belangrijkste infrastructuur en aangrenzende gemeenten.

## Demografie
Onderstaande figuur toont het verloop van het inwonertal (bron: INSEE-tellingen).

Vanwege een beveiligingsprobleem met de MediaWiki Graph-software is het momenteel niet mogelijk deze grafiek weer te geven. Zodra de software is bijgewerkt zal de grafiek vanzelf weer zichtbaar worden.
1. ↑  Populations de référence 2022.